# Файндер, Джозеф
Джо́зеф Фа́йндер (англ. Joseph Finder; род. 6 октября 1958, Чикаго, Иллинойс, США) — американский писатель триллеров и романист. Среди его книг — Paranoia, Company Man, The Fixer, Killer Instinct, Power Play и серия триллеров про Ника Хеллера. По его роману High Crimes был снят одноименный фильм с Эшли Джадд и Морганом Фрименом в главных ролях. Его роман Paranoia был адаптирован для фильма 2013 года с Лиамом Хемсвортом, Гэри Олдманом и Харрисоном Фордом в главных ролях.

## Ранние годы
Джозеф Файндер родился в Чикаго, штат Иллинойс, в 1958 году и провел большую часть своего раннего детства в Афганистане и на Филиппинах, после чего его семья вернулась в США и жила в Беллингхеме, штат Вашингтон, и в окрестностях Олбани, штат Нью-Йорк. Файндер специализировался на изучении русского языка в Йельском университете, который он окончил с отличием и дипломом Phi Beta Kappa. Он также был бас-гитаристом в Йельском ансамбле Whiffenpoofs (1980). Он получил степень магистра в Гарвардском центре русских исследований и позже преподавал на факультете Гарварда. Он утверждает, что «был завербован в Центральное разведывательное управление, но в итоге решил, что предпочитает писать художественную литературу».

## Карьера
Файндер опубликовал книгу Red Carpet: The Connection Between the Kremlin and America’s Most Powerful Businessmen (1983) о связях доктора Арманда Хаммера с советской разведкой. Первый роман Файндера, The Moscow Club (1991), представлял собой переворот КГБ против советского лидера Михаила Горбачева. Его второй роман Extraordinary Powers (1994) рассказывал об обнаружении советского «крота» в высших эшелонах ЦРУ.
Paranoia (2004) стала бестселлером «Нью-Йорк Таймс» в твердом переплете и мягкой обложке, как и Company Man (2005). В 2007 году Финдер получил Международную премию писателей триллеров за лучший роман Killer Instinct (издательство St. Martin’s Press), опубликованный в мае 2006 года. Книга Power Play, опубликованная в 2007 году, была номинирована на премию Gumshoe Awards. Vanished, первый роман из серии про Ника Хеллера, был номинирован на Международную премию писателей триллеров 2010 года за лучший роман. Buried Secrets, второй роман про Ника Хеллера, получил премию критиков журнала Strand за лучший роман 2011 года, разделив награду с романом The Cut Джорджа Пелеканоса. Suspicion (2014) стал первой книгой, опубликованной по новому контракту Файндера с Dutton, дочерней компанией Penguin Random House; The Fixer, еще один самостоятельный роман, последовал в 2015 году. Летом 2016 года был опубликован третий роман Guilty Minds, в котором фигурирует герой серии Файндера, Ник Хеллер. Еще один самостоятельный роман, Judgment, был опубликован в 2019 году. В 2020 году издательство Dutton опубликовало четвертый роман о Нике Хеллере — House on Fire.
Файндер является одним из основателей Международной ассоциации писателей триллеров и занимал должность финансового советника Международного ПЕН-клуба Новой Англии. Он также является членом Ассоциации бывших офицеров разведки. Он пишет о шпионаже и международных делах для таких изданий, как «Нью-Йорк Таймс» и «Вашингтон пост».

### Ник Хеллер
1. Vanished, ISBN 0-312-37908-0, 2009 г., (в мягкой обложке), 2010 г.
2. Buried Secrets, ISBN 978-0-312-37914-8, лето 2011 г.
3. Plan B, 2011 г.
4. Good and Valuable Consideration в книге Faceoff ISBN 978-1-476-76207-4 (с Джеком Ричером), сентябрь 2014 г. (написано в соавторстве с Ли Чайлдом)
5. Guilty Minds, ISBN 978-0-525-95462-0, июль 2016 г.
6. House on Fire, ISBN 978-1101985847, январь 2020 г.

### Другие романы
- The Moscow Club, ISBN 0-330-31350-9 (в мягкой обложке), 1991 г. (распродано)
- Extraordinary Powers, ISBN 0-7528-2651-4 (в мягкой обложке), 1994 г. (распродано)
- The Zero Hour, ISBN 0-7528-2650-6 (в мягкой обложке), 1996 г. (распродано)
- High Crimes, ISBN 0-380-72880-X (в мягкой обложке), 1998 г.
- Paranoia, ISBN 0-312-94091-2 (в мягкой обложке), 2004 г.
- Company Man (переименованный в Великобритании в No Hiding Place), ISBN 0-312-93942-6 (в мягкой обложке), 2005 г.
- Killer Instinct, ISBN 0-312-34747-2 (твердый переплет) 2006 г.
- Power Play, ISBN 0-312-34748-0 (твердый переплет) 2007 г.
- Suspicion, ISBN 0-525-95460-0 (твердый переплет) 27 мая 2014 г.
- The Fixer, ISBN 9780525954613 (твердый переплет) 9 июня 2015 г.
- The Switch, ISBN 9781101985786 (твердый переплет) 13 июня 2017 г.
- Judgment, ISBN 9781101985823 (твердый переплет) 29 января 2019 г.

### Документальная литература
- Red Carpet: The Connection Between the Kremlin and America’s Most Powerful Businessmen. Нью-Йорк: Холт, Райнхарт и Уинстон (1983).